# Мас (Порденоне)
Мас је насеље у Италији у округу Порденоне, региону Фурланија-Јулијска крајина.
Према процени из 2011. у насељу је живело 151 становника. Насеље се налази на надморској висини од 254 м.